# Yoper
Yoper (ang. Your Operating System) – popularna w 2004 roku dystrybucja Linuksa oparta na KDE, stworzona z myślą o architekturze i686. Zgodnie z założeniami twórców, Yoper jest bardzo szybkim Linuksem (wyprzedza go jedynie Gentoo), przyjaznym i łatwym w obsłudze. Domyślnie korzysta z plików binarnych TGZ, jednak oprócz tego obsługuje takie pakiety jak RPM i deb. Głównym problemem Yopera jest za mała liczba programistów, mimo to deweloperzy z Nowej Zelandii kontynuują prace nad swoim dziełem.